# McLean (Virginia)
McLean è un census-designated place degli Stati Uniti d'America nella Contea di Fairfax, nello stato della Virginia.
McLean è posta nella parte nord-occidentale dell'area metropolitana di Washington, a sud del fiume Potomac, tra Arlington ad est e Vienna ad ovest. È famosa per essere sede di numerose grandi aziende e società. Tra queste spiccano il quotidiano USA Today e la C.I.A. (la cui sede per la precisione è ubicata nella località di Langley).